# フォーチュン・クッキー (映画)
『フォーチュン・クッキー』（Freaky Friday）は、2003年制作のアメリカ映画。

## 概要
1976年の「フリーキー・フライデー」（ジョディ・フォスター主演）のリメイク。
ふとしたことから、中身が入れ替わってしまった母親と娘のドタバタを描くコメディ。予定調和な話でありながら緻密な脚本と演出で、家族ものとしては異例ともいえる高い評価を映画評論家から受け、商業的にも成功をおさめた。人気子役リンジー・ローハンは、この作品で一躍アメリカで最も人気のある十代のアイドルになった。

## キャスト
※括弧内は日本語吹替。
- テス・コールマン - ジェイミー・リー・カーティス（唐沢潤）
- アンナ・コールマン - リンジー・ローハン（小笠原亜里沙）
- ライアン - マーク・ハーモン（原康義）
- おじいちゃん - ハロルド・グールド（永井一郎）
- ジェイク - チャド・マイケル・マーレイ（浪川大輔）
- ベイツ - スティーヴン・トボロウスキー （岩崎ひろし）
- マディ - クリスティナ・ヴィダル
- ハリー・コールマン - ライアン・マルガリーニ　 （上村祐翔）
- ペグ - ヘイリー・ハドソン
- エヴァン - ウィリー・ガーソン（多田野曜平）
- ペイペイ - ロザリンド・チャオ
- その他の声の吹き替え：林智恵／鈴木真仁／田野恵／武田佳子／小島幸子／京田尚子／北村允志／朝倉栄介／田中雄士／宮里駿／藤堂陽子／定岡小百合／込山順子／加瀬康之／落合弘治／原奈津季／新井里美／青山桐子／吉野貴宏／浅井清己
- 日本語版制作スタッフ 演出：岩見純一、翻訳：原口真由美、録音・調整：田中和成、録音制作：ACクリエイト、制作監修：山本千絵子、日本語版制作：Disney Character Voices International, Inc.